# شیخ‌آباد زنگیوند
شیخ‌آباد زنگیوند، روستایی از توابع بخش فیروزآباد شهرستان سلسله در استان لرستان ایران است.

## جمعیت
این روستا در دهستان فیروزآباد قرار دارد و براساس سرشماری مرکز آمار ایران در سال ۱۳۸۵، جمعیت آن ۱٬۰۳۱ نفر (۲۰۸خانوار) بوده‌است.